# Saucats
Saucats (en francès Saucats) és un municipi francès situat al departament de la Gironda i a la regió de la Nova Aquitània.
A l'edat mitjana pertanyia a la jurisdicció del castell de L'Isla Sent Jòrgi.

## Demografia
| 1962                                       | 1968 | 1975 | 1982  | 1990  | 1999  | 2007  |
| ------------------------------------------ | ---- | ---- | ----- | ----- | ----- | ----- |
| 550                                        | 578  | 709  | 1.054 | 1.514 | 1.655 | 1.980 |
| Des de 1962: població sense dobles comptes |      |      |       |       |       |       |

## Administració
| Període | Identitat       | Partit |
| ------- | --------------- | ------ |
| 2001-   | Bernard Darriet | PS     |